# Ampasipotsy Gare
Ampasipotsy Gare est une commune rurale malgache située dans la partie centre-sud de la région d'Alaotra-Mangoro. Elle appartient au district de Moramanga.